# Hubs Flöter
Hubs Flöter était un photographe de mode et photo-journaliste allemand.

## Biographie
Hubs Flöter a appris la photographie avec son oncle, le photographe Eugen Coubillier (de).
En 1928, il étudia dans la classe de Willy Zielke à la Lehr- und Versuchsanstalt für Photographie, Chemiegrafie, Lichtdruck und Gravüre de Munich. Il fut ensuite l'assistant de Hugo Schmölz à Cologne.
Il travailla à partir de 1935 dans l'atelier d'Alexander Binder à Berlin, dont il prit la direction en 1938, année de l'ordonnance pour l'élimination des Juifs de la vie économique de l'Allemagne qui faisait suite aux Lois de Nuremberg : l'atelier avait été précédemment fermé, car les propriétaire et principale photographe, Liesel von Stengel  étaient juifs. Il se mit à alimenter en photos Der Stern (Zeitschrift, 1938/39) (de) qui, sous couvert d'apolitisme, faisait la propagande du régime nazi. En 1940, Ilse Flöter (de) l'épousa et continua à diriger le studio quand son mari fut mobilisé, publiant de nombreux clichés dans la presse de l'époque. Hübs Flöter avait été membre du NSDAP dès 1933 (carte n° 2.102.057), fut le responsable de la photo à l'UFA et travailla de 1941 à 1945 pour une compagnie de propagande. 
Il découvrit Elfi Wildfeuer (de) en 1942, qui signa avec lui un contrat d'exclusivité. Parce qu'elle fascinait Jacques Fath, ils purent donc travailler pour Christian Dior.
Après-guerre, Ilse et Hübs furent photographes de mode et photo-journalistes et restèrent liés par les liens du mariage jusqu'à ce que, lors d'un voyage en Autriche, Ilse soit portée disparue en 1949, puis déclarée morte en 1951.
Il croisa Sonja Georgi (de), travailla pour Film und Frau (de) et Constanze (Zeitschrift) (de), couvrant ensuite le Youthquake, le  (de), l'actualité de  Legroux Sœurs, de Bogner (Unternehmen) (de), Heinz Schulze (Modedesigner) (de) et Gertrud Höchsmann (de). Il fit aussi des portraits, comme celui de Karl Valentin quelques semaines avant sa mort, et ceux d'Otto Dix, Maurice Chevalier, Rudolf Forster, Theodor Plievier ou Franziska Bilek (de).

## Filmographie
- 1935 : L'Animal d'acier de Willy Zielke
- 1948 : Das verlorene Gesicht (de) de Kurt Hoffmann